# Hemiceras muscosa
Hemiceras muscosa är en fjärilsart som beskrevs av William Schaus 1906. Hemiceras muscosa ingår i släktet Hemiceras och familjen tandspinnare. Inga underarter finns listade i Catalogue of Life.